# Rhogeessa alleni
Rhogeessa alleni es una especie de murciélago de la familia Vespertilionidae.

## Distribución geográfica
Se encuentra sólo en México.